# RAF Davidstow Moor
RAF Davidstow Moor – jest byłą bazą Royal Air Force zlokalizowaną na północny wschód od Camelford oraz na zachód od Launceston w hr. Kornwalia. Od 1941 rozpoczęto budowę trzech pasów startowych ze stanowiskami postojowymi. Bazę oddano do użytku od stycznia 1943 dla potrzeb Coastal Command. W drugiej połowie 1943 stacjonował tam Dywizjon 303 patrolując Zatokę Biskajską  . Baza została zamknięta w grudniu 1945. Obecnie część lotniska zajmuje muzeum Cornwall At War.